# 5638 Deikoon
Az 5638 Deikoon (ideiglenes jelöléssel 1988 TA3) egy kisbolygó a Naprendszerben. Carolyn Shoemaker,  Eugene Merle Shoemaker fedezte fel 1988. október 10-én.